# جهلیان
جهلیان، روستایی در دهستان جهلیان بخش مرکزی شهرستان کنارک در استان سیستان و بلوچستان ایران است. این روستا، مرکز دهستان جهلیان است.

## جمعیت
بر پایه سرشماری عمومی نفوس و مسکن در سال ۱۳۹۵، جمعیت این روستا برابر با ۵۵۳ نفر (۱۳۲ خانوار) بوده‌است.